# Jorland
Jorland är den svenska folkmusikduon Hazelius Hedins tredje studioalbum, utgivet 2018 på skivbolaget Gammalthea. Skivan spelades in i Vråka och Flen 2017 och producerades av duon själv.

## Låtlista
1. "Blomkoll" (trad.)
2. "Det är så mången fara" (trad.)
3. "Pojkarnas polska" (Bernd Kraft)
4. "Emigranternas polska" (musik: trad., text: Esbjörn Hazelius)
5. "Ivars polska/Rakan" (Ivars polska: Hazelius, Rakan: Hazelius, Johan Hedin)
6. "Längtan" (musik: trad., text: Hazelius)
7. "Frenesin/Antons polska" (Frenesin: Hedin, Antons polska: Kraft)
8. "Sven-Erik Lundin" (musik: trad. "Arthur McBride", text: Tomas Blom)
9. "Polska efter Dahlgren" (polska efter Andreas Dahlgren)
10. "Götingasaung" (musik: Christer Lundh, text: Olle Bernhoff)
11. "Stora salen/Polska från Ovansjö" (Stora salen: Hazelius, Polska från Ovansjö: trad.)
12. "En sjömansbrud" (trad.)
13. "Björndansen" (trad.)

## Medverkande
- Esbjörn Hazelius - sång, cittern, fiol, åspipa, producent
- Johan Hedin - nyckelharpa, mandolin, producent

## Mottagande
Lira Musikmagasins Thomas Fahlander recenserade skivan i positiva ordalag. Han skrev: "Esbjörn Hazelius har en så angenäm röst så att ordens betydelse sjunker in och omsluts av melodin. Detsamma gäller Johan Hedins spel på sopranharpa i Blomkoll, en polska och en menuett från Skåne. Tonerna är lätta som asplöv om sommaren eller koltrastens sång."